# Gonzalagunia osaensis
Gonzalagunia osaensis är en måreväxtart som beskrevs av Charlotte M. Taylor. Gonzalagunia osaensis ingår i släktet Gonzalagunia och familjen måreväxter. Inga underarter finns listade i Catalogue of Life.